# 湖景 (選區)
湖景（英語：Wu King，代號：L17）是香港屯門區議會下轄的選區，1991年設立，2023年取消，末任區議員為香港民主民生協進會成員周啟廉。

## 範圍
選區位於屯門西南部，由湖景邨組成，與其相鄰的選區有富新、兆禧、悅湖、蝴蝶和樂翠，投票站設於東華三院辛亥年總理中學。

## 沿革
位於屯門西南蝴蝶灣一帶的湖景邨於1982年入伙，連同位於屯門市中心的友愛邨劃為雙議席屯門西南選區，1982年區議會選舉由曹紹偉及劉南安分別以1,189票及1,161票多於麥秉漢的793票和潘展鴻585票當選。因應區內美樂花園、兆山苑、蝴蝶邨及山景邨於1983年之後陸續入伙使人口大量增加，屯門西南重組多個選區，在劃走屯門市中心部分後，現有屯門碼頭一帶劃為青山雙議席選區及新的屯門西南雙議席選區，當中湖景邨至山景邨一帶保留在屯門西南雙議席選區內，1985年區議會選舉由嚴天生及吳惠祖，分別以4,167票及3,684票多於另外四個候選人當選。
因應區內人口持續增加，山景邨一帶劃入新設立的山景雙議席選區，湖景邨至兆禧苑一帶保留在屯門西南雙議席選區內，1988年區議會選舉，嚴天生參選山景選區，而屯門西南則由匯點吳惠祖帶領另一位匯點成員馮宗基及無黨派候選人梁健文競選，結果由吳惠祖和梁健文當選。
屯門西南在1991年區議會選舉以湖景邨一帶分拆為湖景單議席選區後，屯門西南則保留兆禧苑至天后路一帶，並改為單議席選區。湖景選區由港同盟張德祥和梁健文爭奪，最後梁健文勝出。
1994年區議會選舉，這次只有加入新界西居民聯會的梁健文參選此區，故此梁自動當選，梁健文與其他新界西居民聯會成員於1997年加入民建聯。1999年區議會選舉，民建聯梁健文和民協章楚英爭奪，最終梁健文勝出。
2003年區議會選舉，當屆梁健文自動當選。2007年區議會選舉，當時人口估算約15,078人，其中有8,414位選民，梁健文和獨立民主派人士袁惠森爭奪，最終梁健文勝出。
由於劉皇發失去其執掌三十年的屯門鄉事委員會主席席位，連帶於2011年4月失去其擔任三十年的屯門區議會議員和廿五年的主席席位，梁健文在其餘建制派支持下由副主席升任主席。
2011年區議會選舉，當時人口估算約14,331人，其中有8,674位選民，今次梁健文自動當選。2012年劉皇發以委任議員身份重回屯門區議會，建制派協調下，維持劉梁二人原有主席副主席安排。
2015年3月劉皇發退休，將屯門鄉事委員會主席席位交棒予其長子劉業強，連帶其屯門區議會席位亦由劉業強擔任，梁健文再次由副主席升任主席。2015年區議會選舉，當時人口約14,396人，其中有7,878位選民，梁健文和傘後團體屯門社區關注組周啟廉爭奪，最後梁健文以不足六成得票勝出，2016年梁健文連任屯門區議會主席。
2019年區議會選舉，人口估算約13,434人，其中有8,429位民。梁健文和周啟廉繼上屆選舉後再次競逐，結果已經加入民協出任社區主任的周啟廉，以接近二千票差距擊敗梁健文當選，首次出現議員更替，也是首次由泛民主派人士奪取該選區議席，終結梁健文長達卅二年的議會生涯。

## 歷屆議員
| 選區名稱 | 屆別           | 議員   | 政治聯繫                          | 政治聯繫                          | 選區名稱                          | 議員                              | 政治聯繫 | 政治聯繫 |
| -------- | -------------- | ------ | --------------------------------- | --------------------------------- | --------------------------------- | --------------------------------- | -------- | -------- |
| 屯門西南 | 1982年－1985年 | 劉南安 |                                   | 無黨籍                            | 屯門西南                          | 曹紹偉                            |          | 鄉事派   |
| 屯門西南 | 1985年－1988年 | 嚴天生 |                                   | 無黨籍 → 民協                     | 屯門西南                          | 吳惠祖                            |          | 國民黨   |
| 屯門西南 | 1988年－1991年 | 梁健文 |                                   | 新 新社聯                         | 屯門西南                          | 吳惠祖                            |          | 國民黨   |
| 湖景     | 1991年－1994年 | 梁健文 |                                   | 新 新社聯                         | 屯門西南                          | 吳惠祖                            |          | 國民黨   |
| 湖景     | 1994年－1999年 | 梁健文 | 分拆出兆禧選區後， 改為單議席選區 | 分拆出兆禧選區後， 改為單議席選區 | 分拆出兆禧選區後， 改為單議席選區 | 分拆出兆禧選區後， 改為單議席選區 |          |          |
| 湖景     | 2000年－2003年 | 梁健文 | 分拆出兆禧選區後， 改為單議席選區 | 分拆出兆禧選區後， 改為單議席選區 | 分拆出兆禧選區後， 改為單議席選區 | 分拆出兆禧選區後， 改為單議席選區 |          | 民建聯   |
| 湖景     | 2004年－2007年 | 梁健文 | 分拆出兆禧選區後， 改為單議席選區 | 分拆出兆禧選區後， 改為單議席選區 | 分拆出兆禧選區後， 改為單議席選區 | 分拆出兆禧選區後， 改為單議席選區 |          | 民建聯   |
| 湖景     | 2008年－2011年 | 梁健文 | 分拆出兆禧選區後， 改為單議席選區 | 分拆出兆禧選區後， 改為單議席選區 | 分拆出兆禧選區後， 改為單議席選區 | 分拆出兆禧選區後， 改為單議席選區 |          | 民建聯   |
| 湖景     | 2012年－2015年 | 梁健文 | 分拆出兆禧選區後， 改為單議席選區 | 分拆出兆禧選區後， 改為單議席選區 | 分拆出兆禧選區後， 改為單議席選區 | 分拆出兆禧選區後， 改為單議席選區 |          | 民建聯   |
| 湖景     | 2016年－2019年 | 梁健文 | 分拆出兆禧選區後， 改為單議席選區 | 分拆出兆禧選區後， 改為單議席選區 | 分拆出兆禧選區後， 改為單議席選區 | 分拆出兆禧選區後， 改為單議席選區 |          | 民建聯   |
| 湖景     | 2020年－2023年 | 周啟廉 | 分拆出兆禧選區後， 改為單議席選區 | 分拆出兆禧選區後， 改為單議席選區 | 分拆出兆禧選區後， 改為單議席選區 | 分拆出兆禧選區後， 改為單議席選區 |          | 民協     |

## 歷屆選舉結果
| 政党   | 政党   | 候选人    | 票数  | %     | ±      |
| ------ | ------ | --------- | ----- | ----- | ------ |
|        | 民協   | ①. 周啟廉 | 3,724 | 67.83 | ▲25.92 |
|        | 民建聯 | ②. 梁健文 | 1,766 | 32.17 | ▼25.92 |
| 多数票 | 多数票 | 多数票    | 1,958 | 35.66 | 不適用 |

| 政党   | 政党           | 候选人    | 票数  | %     | ±      |
| ------ | -------------- | --------- | ----- | ----- | ------ |
|        | 民建聯         | ①. 梁健文 | 1,454 | 58.09 | 不適用 |
|        | 屯門社區關注組 | ②. 周啟廉 | 1,049 | 41.91 | 不適用 |
| 多数票 | 多数票         | 多数票    | 405   | 16.18 | 不適用 |

| 政党   | 政党   | 候选人 | 票数     | %      | ±      |
| ------ | ------ | ------ | -------- | ------ | ------ |
|        | 民建聯 | 梁健文 | 自動當選 | 不適用 | 不適用 |
| 多数票 | 多数票 | 多数票 | 不適用   | 不適用 | 不適用 |

| 政党   | 政党   | 候选人    | 票数  | %     | ±      |
| ------ | ------ | --------- | ----- | ----- | ------ |
|        | 民建聯 | ①. 梁健文 | 1,776 | 78.17 | 不適用 |
|        | 獨立   | ②. 袁惠森 | 496   | 21.83 | 不適用 |
| 多数票 | 多数票 | 多数票    | 1,280 | 56.34 | 不適用 |

| 政党   | 政党   | 候选人 | 票数     | %      | ±      |
| ------ | ------ | ------ | -------- | ------ | ------ |
|        | 民建聯 | 梁健文 | 自動當選 | 不適用 | 不適用 |
| 多数票 | 多数票 | 多数票 | 不適用   | 不適用 | 不適用 |

| 政党   | 政党   | 候选人    | 票数  | %     | ±      |
| ------ | ------ | --------- | ----- | ----- | ------ |
|        | 民建聯 | ①. 梁健文 | 2,458 | 75.61 | 不適用 |
|        | 民協   | ②. 章楚英 | 793   | 24.39 | 不適用 |
| 多数票 | 多数票 | 多数票    | 1,665 | 51.22 | 不適用 |

| 政党   | 政党         | 候选人 | 票数     | %      | ±      |
| ------ | ------------ | ------ | -------- | ------ | ------ |
|        | 新界社團聯會 | 梁健文 | 自動當選 | 不適用 | 不適用 |
| 多数票 | 多数票       | 多数票 | 不適用   | 不適用 | 不適用 |

| 政党   | 政党         | 候选人 | 票数  | %     | ±      |
| ------ | ------------ | ------ | ----- | ----- | ------ |
|        | 新界社團聯會 | 梁健文 | 1,806 | 66.64 | 新選區 |
|        | 港同盟       | 張德祥 | 904   | 33.36 | 新選區 |
| 多数票 | 多数票       | 多数票 | 902   | 33.28 | 不適用 |

| 政党   | 政党         | 候选人 | 票数  | %     | ±      |
| ------ | ------------ | ------ | ----- | ----- | ------ |
|        | 匯點/ 國民黨 | 吳惠祖 | 2,132 | 43.94 | 不適用 |
|        | 新界社團聯會 | 梁健文 | 1,580 | 32.56 | 不適用 |
|        | 匯點         | 馮宗基 | 1,140 | 23.50 | 不適用 |
| 多数票 | 多数票       | 多数票 | 440   | 9.07  | 不適用 |

| 政党   | 政党       | 候选人 | 票数  | %     | ±      |
| ------ | ---------- | ------ | ----- | ----- | ------ |
|        | 獨立       | 嚴天生 | 4,167 | 37.95 | 不適用 |
|        | 中國國民黨 | 吳惠祖 | 3,684 | 33.55 | 不適用 |
|        | 無黨派     | 李乃溪 | 1,309 | 11.92 | 不適用 |
|        | 無黨派     | 張志泉 | 1,194 | 10.87 | 不適用 |
|        | 無黨派     | 謝義方 | 333   | 3.03  | 不適用 |
|        | 無黨派     | 鄭鴻森 | 294   | 2.68  | 不適用 |
| 多数票 | 多数票     | 多数票 | 2,375 | 21.63 | 不適用 |

| 政党   | 政党   | 候选人 | 票数  | %     | ±      |
| ------ | ------ | ------ | ----- | ----- | ------ |
|        | 無黨派 | 曹紹偉 | 1,189 | 31.89 | 新選區 |
|        | 無黨派 | 劉南安 | 1,161 | 31.14 | 新選區 |
|        | 無黨派 | 麥秉漢 | 793   | 21.27 | 新選區 |
|        | 無黨派 | 潘展鴻 | 585   | 15.69 | 新選區 |
| 多数票 | 多数票 | 多数票 | 368   | 9.87  | 新選區 |

## 資料來源與註釋
1. ↑   (PDF).   [2020-02-25]. （原始内容存档 (PDF)于2018-01-24）.
2. ↑   (PDF).   [2019-12-20]. （原始内容 (PDF)存档于2020-08-20）.
3. ↑  雷競璇、沈國祥 (编).  (PDF). 香港: 香港中文大學香港亞太研究所. 1995年: 10  [2021-09-29]. ISBN 962-441-519-6. （原始内容 (PDF)存档于2021-06-18）.
4. ↑  雷競璇、沈國祥 (编).  (PDF). 香港: 香港中文大學香港亞太研究所. 1995年: 48  [2021-09-29]. ISBN 962-441-519-6. （原始内容 (PDF)存档于2021-06-18）.
5. ↑  雷競璇、沈國祥 (编).  (PDF). 香港: 香港中文大學香港亞太研究所. 1995年: 97  [2021-09-29]. ISBN 962-441-519-6. （原始内容 (PDF)存档于2021-06-18）.
6. ↑  雷競璇、沈國祥 (编).  (PDF). 香港: 香港中文大學香港亞太研究所. 1995年: 96  [2021-09-29]. ISBN 962-441-519-6. （原始内容 (PDF)存档于2021-06-18）.
7. ↑  雷競璇、沈國祥 (编).  (PDF). 香港: 香港中文大學香港亞太研究所. 1995年: 145  [2021-09-29]. ISBN 962-441-519-6. （原始内容 (PDF)存档于2021-06-18）.
8. ↑  雷競璇、沈國祥 (编).  (PDF). 香港: 香港中文大學香港亞太研究所. 1995年: 229  [2021-09-29]. ISBN 962-441-519-6. （原始内容 (PDF)存档于2021-06-18）.

## 外部連結
- 香港選舉資料匯編：1982年-1994年，雷競璇 沈國祥編 1995年出版 ISBN 962-441-519-6 （页面存档备份，存于）